# Карл Сундквіст
Карл Сундквіст  (швед. Karl Sundqvist, 29 листопада 1962) — шведський веслувальник, олімпійський медаліст.

## Виступи на Олімпіадах
| Олімпіада         | Дисципліна                     | Місце         |
| ----------------- | ------------------------------ | ------------- |
| Лос-Анджелес 1984 | байдарка, 1000 метрів          | 4             |
| Лос-Анджелес 1984 | байдарка-двійка, 1000 метрів   | 8             |
| Сеул 1988         | байдарка, 500 метрів           | 5             |
| Сеул 1988         | байдарка-двійка, 500 метрів    | участь h3r1/4 |
| Сеул 1988         | байдарка-четвірка, 1000 метрів | 8             |
| Барселона 1992    | байдарка, 500 метрів           | 6 h1r3/4      |
| Барселона 1992    | байдарка-двійка, 500 метрів    | 5             |
| Барселона 1992    | байдарка-двійка, 1000 метрів   | 2             |